# Erechthias eriophysa
Erechthias eriophysa är en fjärilsart som beskrevs av Edward Meyrick 1927. Erechthias eriophysa ingår i släktet Erechthias och familjen äkta malar.
Artens utbredningsområde är Samoa. Inga underarter finns listade i Catalogue of Life.